# Великорецкий Липовик
Великорецкий Липовик — деревня в Грязовецком районе Вологодской области.
Входит в состав Комьянского муниципального образования, с точки зрения административно-территориального деления — в Ведерковский сельсовет.
Расстояние до районного центра Грязовца по автодороге — 51 км, до центра муниципального образования Хорошево по прямой — 18 км. Ближайшие населённые пункты — Притыкино, Звягино, Киселево.
По переписи 2002 года население — 8 человек.